# The Bourne Legacy (soundtrack)
The Bourne Legacy is de originele soundtrack van de film The Bourne Legacy uit 2012. Het album werd op 7 augustus 2012 uitgebracht door Varèse Sarabande.
De filmmuziek werd gecomponeerd en geproduceerd door James Newton Howard en uitgevoerd door het Hollywood Studio Symphony. Het laatste nummer op het album "Extreme Ways (Bourne's Legacy)" is geschreven en uitgevoerd door Moby, die hiermee zijn tweede vernieuwde versie produceerde van het originele nummer "Extreme Ways" uit 2002.

## Nummers
1. Legacy (2:40)
2. Drone (4:15)
3. Nrag (0:59)
4. You Fell In Love (1:42)
5. Program Shutdown (3:00)
6. Over The Mountain (0:51)
7. High Powered Rifle (2:50)
8. They're All Dead (2:48)
9. Manila Lab (2:40)
10. Wolves / Sick Ric (2:19)
11. Doctor Of What? (2:28)
12. Aaron In Chicago (1:32)
13. Wolf Attack (2:57)
14. Chem Talk (1:35)
15. Flight 167 (3:30)
16. Aaron Run! (1:08)
17. You Belong Here (1:17)
18. Cognitive Degrade (2:49)
19. 17 Hour Head Start (3:51)
20. Viralled Out (0:58)
21. You're Doing Fine (1:18)
22. Simon Ross (1:37)
23. LARX Tarmax (1:45)
24. Magsasay Suite (3:04)
25. Aftermath (2:49)
26. Extreme Ways (Bourne's Legacy) – Moby (4:51)